# The Invincible Iron Man (jeu vidéo)
The Invincible Iron Man  est un jeu vidéo d'action développé par Torus Games et édité par Activision, sorti en 2002 sur Game Boy Advance.

## Accueil
- GameSpot : 7,3/10[1]